# Abschied (film 1930)
Abschied, conosciuto anche coi titoli italiani Così sono gli uomini e Partenza, è un film del 1930, diretto da Robert Siodmak.

## Trama
Peter Winkler, di Berlino, è indeciso se accettare o no una remunerativa proposta di lavoro, perché la sede sarebbe Dresda, e il trasferimento lo allontanerebbe dalla fidanzata Hella. La proposta è valida solo fino all'indomani: entro allora egli deve scegliere se partire o restare.
Tutto era iniziato quando una sera Hella si era recata presso la pensione gestita dalla signora Weber, dove Peter abitava, e aveva intrapreso una conversazione con lei. Hella le aveva raccontato di aver comperato un nuovo costoso vestito, corredato di un cappellino, e che rimaneva da pagare solo una modesta somma per il saldo, di cui però lei non disponeva, e che avrebbe chiesto a Peter. La signora Weber, dal canto suo, le aveva parlato della prossima partenza di Peter: il problema era che Hella non ne sapeva nulla, e stava apprendendo la notizia – nota a tutti gli ospiti della pensione - solo allora. Sentendosi ingiustamente trascurata, Hella si confronta con Peter, che le dice di averle tenuta nascosta la cosa perché ancora indeciso sul da farsi. Hella lo sprona a partire, facendo nascere degli interrogativi in Peter: egli teme che lei voglia allontanarlo o che lo tradisca. Espone i propri dubbi alla fidanzata, le cui risposte non lo soddisfano, anzi non fanno altro che rinfocolare in lui il tarlo della gelosia.
Non bastasse, quella sera, prima della programmata uscita dei due fidanzati, Hella dice a Peter che avrebbe dovuto tornare a casa sua per una mezz'oretta: dava per scontato che Peter sarebbe partito l'indomani mattina, quindi voleva sorprenderlo, per la loro ultima serata berlinese prima della partenza di lui, indossando i nuovi capi d'abbigliamento che le sarebbero stati recapitati di lì a poco (la somma mancante le era stata anticipata da un altro ospite della pensione); per questo motivo si era rifiutata di dire a Peter, sempre più sospettoso, la ragione del suo assentarsi.
Peter, rimasto solo nella propria camera, dubbioso ed angosciato, si imbatte, sfogliando un libro appartenente a Hella, in un biglietto da visita di tale Fritz Rieder, che reca un'annotazione manoscritta nella quale si stabilisce un appuntamento fra il titolare del biglietto e Hella, fissato proprio per quel giorno, all'orario attuale, quello in cui Hella si era assentata. Peter telefona alla portinaia dello stabile in cui abitava Hella, e appura che è arrivato un pacco per lei, mittente "Fritz Rieder". Tanto gli basta: convinto che Hella lo tradisca, egli mobilita il personale di servizio della pensione, fa le valigie, paga il conto, e parte la sera stessa per Dresda, senza lasciare indirizzo.
Hella, indossato il suo nuovo vestito, completo di accessori, ritorna alla pensione, ed apprende dell'improvvisa partenza anticipata di Peter. È esterrefatta ed afflitta. All'interno del suo nuovo cappellino l'etichetta legge "Fritz Rieder", lo stilista che aveva creato e venduto a Hella i capi di vestiario. Peter non può leggerlo, poiché è già partito. Mentre gli ospiti della pensione e la signora Weber – che ha prontamente trovato un altro pensionante in sostituzione di Peter - si profondono in denigrazioni di Peter, nella camera appena lasciata dall'uomo si rinviene l'anello di fidanzamento che Hella gli aveva donato; al suo interno si legge l'iscrizione che la donna vi aveva fatto incidere: "Non dimenticarmi mai".

## Produzione
Con un budget di 60000 Marchi, le riprese sono state effettuate dal 27 giugno al 7 luglio del 1930 nei teatri di posa della UFA di Neubabelsberg. È il primo film sonoro del regista Robert Siodmak ed il debutto cinematografico della protagonista Brigitte Horney.
Nel 1931 l'UFA ne ha realizzato una seconda versione, aggiungendovi un epilogo.
La Deutsche Kinemathek – Museum für Film und Fernsehen di Berlino custodisce una copia positiva della pellicola della lunghezza di 1984 metri, nonché un supporto digitale del film restaurato in 2K; un'ulteriore copia positiva della pellicola, in diacetato, 16mm, è in possesso del DFF – Deutsches Filminstitut & Filmmuseum di Francoforte.

## Distribuzione
Ottenuto il visto della censura il 14 agosto 1930 (B.26590, "vietato ai minori"), Abschied esce al U.T. Kurfürstendamm di Berlino il 25 agosto dello stesso anno, distribuito dalla Universum Film.
È attestata un'edizione in DVD del film (Region 0, visionabile in tutto il mondo), con sottotitoli inglesi; ed una con sottotitoli francesi ed inglesi.

## Accoglienza
Nel numero 204 del Lichtbild-Bühne, del 26 agosto 1930, possiamo leggere: "A giudicare dal grosso applauso che ha seguito la proiezione, a Siodmak è riuscito un film che è piaciuto straordinariamente al pubblico". Le intenzioni di Siodmak, in quanto tali, sono definite "le migliori": egli avrebbe voluto "allontanarsi dal passato, dal trito, dal menzognero, dal kitsch." E tuttavia avrebbe finito per ricadervi: nella direzione degli attori egli cerca di "sciogliere, sfumare", e tuttavia c'è molto di "esagerato e clamoroso". "Brigitte Horney  è degna di nota, ma avrebbe potuto sviluppare maggiore sicurezza attoriale. Meno gradevole è la prestazione di Aribert Mog nei panni dell'innamorato."
Alla stessa data, il critico Hans Feld, sul numero 201 di Film-Kurier scriveva: "Robert Siodmak continua ad adoperare con stile suono e immagine; e lo si vede bene in questo film. Ciò che già da adesso lo rende predestinato ad una grande carriera di cineasta sono la sicurezza del progetto e il coraggio di portarlo avanti nonostante le momentanee insicurezze ed imperfezioni. Ma è in questo modo che si creano storie, nel cinema – e la storia del cinema."
In tempi recenti, il Lexikon des internationalen Films giudica il film "una storia di ambiente tipicamente berlinese, messo in scena in uno stile sorprendentemente realistico per i tempi dell'incipiente cinema sonoro."